# 汪貴妃
汪貴妃又作江貴妃（14世纪?—1380年代?），明太祖朱元璋贵妃。
马皇后最小的儿子朱橚，放荡不羁，洪武十一年（1378年）封为周王。洪武十四年（1381年）朱橚就藩开封时，马皇后派江贵妃随往，临行时赐给她自己所穿的纰衣，一条杖，对江贵妃说，周王有过，就披着我的衣服杖责他，再违反，派人飞马来告诉我。江贵妃一作孙贵妃，但成穆貴妃孙氏在洪武七年（1374年）已经去世。
洪武十五年（1382年）九月，马皇后安葬孝陵时，以成穆貴妃、永贵妃、汪贵妃祔葬。近代研究者李晉華认为，“‘江’为‘汪’之误文也:74。”
明代以来，对明成祖朱棣生母多有疑问。一般认为，朱棣与朱橚同母。朱棣生母则有甕妃、碽妃之说。劉獻廷怀疑甕妃即汪妃。李晉華进一步指出，“‘甕’又‘汪’之误音也”，而“查碽与汪为旁纽双声，汪与甕为正纽双声，碽与甕又为叠韵字，然则汪甕碽三字原易混为一，当日成祖改修太祖实录时必以碽为外国姓，故易汪字以掩之，字虽异而仍为一可知也。”李晉華认为，朱棣和朱橚皆为汪妃所生。并推测，由于两人出生日期仅相差十五个月，故朱棣由马皇后抚养，朱橚由成穆貴妃抚养，以解释朱棣为何没有同弟弟朱橚一样，为庶母成穆貴妃服丧:74—75。